# Hartwig Ier de Spanheim
Hartwig von Spanheim (né vers 1070, mort le 3 mars 1126) est à partir de 1105 le dix-neuvième évêque de Ratisbonne et proche confident de l'empereur Henri V. Il participe à la première campagne de l'empereur à Rome en 1111 et, par son influence, assure que Lothaire de Supplinbourg soit élu roi et plus tard empereur du Saint-Empire romain germanique. Hartwig est l'un des signataires du concordat de Worms, qui met fin à la querelle des Investitures en 1122. Après sa mort en 1126, il fut enterré dans la cathédrale de Ratisbonne.

## Biographie
Hartwig de Spanheim est le fils du comte Engelbert Ier (mort en 1096) et d'Hedwige de Saxe (morte vers 1112) à une date inconnue. Il y a peu d'informations sur son enfance. Tout ce que l'on sait, c'est qu'il est d'abord clerc de la cathédrale de Salzbourg et, à partir de 1104, prévôt de la cathédrale de Magdebourg.
Hartwig est destiné par l'empereur Henri IV à remplacer l'archevêque Henri, fidèle au pape, en tant que nouvel archevêque de Magdebourg. Cependant, en 1104, quand lui, avec son oncle, le burgrave Hermann, et Eisilio, le prévôt de l'abbaye Saint-Sébastien de Magdebourg, rejoignant Henri IV, sont arrêtés par le comte Dietrich III de Katlenburg, partisan de Henri V. L'Empereur entreprend alors une expédition punitive contre Dietrich le 30 novembre 1104. Il n'y assiste pas en raison des événements de Fritzlar, lorsque le fils de l'empereur quitte secrètement le camp militaire. À la suite de cette expédition punitive, la rébellion d'Henri V contre l'Empereur commence.
Le 20 mai 1105, Hartwig devient un proche de Henri V à Nordhausen. Dans les disputes entre Henri V et son père, Henri IV, Hartwig est toujours du côté de son fils. De cette façon, Hartwig gagne sa confiance et, en remerciement de sa loyauté, est installé par Henri V comme évêque de Ratisbonne en 1105. Il n'est consacré qu'en 1106 par l'archevêque Ruthard de Mayence, mais le 1er novembre 1105, il était déjà impliqué dans l'établissement de l'archevêque Gebehard de Salzbourg par Henri V, il était donc déjà influent avant la consécration.
Même plus tard, l'évêque est encore dans le voisinage d'Henri V. Il participe à la campagne contre Robert II de Flandre à Liège en 1107 et à l'expédition contre les Hongrois en 1108. Sa participation à la première expédition d'Henri V à Rome en 1111 est particulièrement remarquable.
Même après le bannissement de Henri V, Hartwig lui reste fidèle. Il est l'invité de son mariage à Mayence avec Mathilde, 12 ans, en 1114. En 1115, Hartwig sert de médiateur entre Henri V, qui fut entre-temps couronné empereur, et les Saxons qui lui avaient tourné le dos.
Hartwig ne participe pas à la deuxième campagne à Rome en tant que soldat actif. Qu'il est un proche confident de l'empereur est prouvé par le fait que les deux sont en constante correspondance. Une fois de plus, il prouve sa fidélité à Henri V en refusant de participer à un synode convoqué par l'archevêque fugitif Konrad, opposé à Henri V.
Le fait que Hartwig est l'un des signataires du concordat de Worms le 23 septembre 1122, qui met fin à la querelle des investitures entre l'Empereur et l'Église, prouve jusqu'où s'étend l'influence de Hartwig. Il est prouvé qu'il participe aussi au premier concile du Latran en mars 1123, au cours duquel les décisions du concordat précédemment signé sont confirmées.
Une autre preuve de son influence importante dans l'empire est sa participation à l'élection de Lothaire de Supplinbourg comme roi des Romains le 30 août 1125 à Mayence. C'est Hartwig qui, par ses efforts, persuade l'adversaire de Lothaire, Frédéric II de Souabe, de renoncer à l'élection. Le roi désormais couronné remercie Hartwig pour sa loyauté en se rendant à Ratisbonne le 20 novembre de la même année et en honorant personnellement Hartwig.
Son premier acte enregistré en tant qu'évêque est la restauration de l'abbaye de Mondsee. L'une de ses plus grandes réalisations, cependant, est la promotion de la vie monastique : il reconstruit l'abbaye bénédictine de Prüll en 1100 et fait construire la première église-halle romane dans la région de Ratisbonne. Il est également responsable de la nouvelle construction de l'abbaye Saint-Jacques de Ratisbonne (1100 à environ 1120). L'évêque de Ratisbonne fait en sorte que Weltenbourg soit transformé en monastère augustinien.
Encore plus importante et significative est la participation de Hartwig à la fondation de monastères appartenant à l'évêque Othon de Bamberg dans le diocèse de Ratisbonne. Non seulement Othon mais aussi Hartwig participent à la fondation de l'abbaye de Mallersdorf. Il consacre l'église abbatiale.
Dès 1117, Hartwig fait campagne pour le bénédictin Erminold, qui est le premier abbé de Prüfening. Hartwig procède plus tard personnellement à son enterrement et consacre Erbo lui-même comme nouvel abbé le 21 juillet 1121.
Hartwig montre son accord avec la politique ecclésiastique contemporaine en construisant de nombreuses abbayes, qui sont le centre et le symbole des mouvements de renouveau ecclésiastique du XIIe siècle. Mais il reste fidèle à sa propre tradition, puisque son père, le comte Engelbert Ier, a fondé l'abbaye Saint-Paul du Lavanttal en 1091 et l'installe avec des moines de Hirsau.